# Habib (cantante)
Habib, pseudonimo di Habib Mohebian (Persian: حبیب محبیان) (Tehran, 27 settembre 1947 – Ramsar,, 10 giugno 2016), è stato un cantautore, compositore e musicista iraniano.
È considerato uno dei fondatori della musica rock iraniana. È stato uno dei pochi cantanti iraniani che compose tutte le sue opere. Il suo strumento era una chitarra a 12 corde tipica della musica folk

## Discografia

### Album
- 1977 - Lonely Man of the Night
- 1978 - Salaame Hamsayeh
- 1984 - Aftab Mahtab
- 1988 - Hamraz
- 1990 - Khorshid Khanoom
- 1992 - Akheh Azizam Che Misheh?
- 1994 - Sefr
- 1996 - Bezan Baran
- 1999 - Kavir Bavar
- 2001 - Khodavanda
- 2002 - Khaneye Koochak
- 2004 - Javuni
- 2006 - Khodeshe (Feat Mohammad)
- 2008 - Iran Banoo

### Singli ed EP
- 2010 - Shooneh Be Shooneh (Feat Ivan)
- 2010 - Eshgh Khodaei
- 2012 - Baran
- 2012 - Abo Khaak
- 2012 - Sara
- 2012 - Mahkoom (Feat Samir Zand)
- 2013 - To Naboodi
- 2014 - Bebar ey barf
- 2014 - God is great
- 2014 - Naz gole baba
- 2014 - Banooye sharghi
- 2015 - Donya
- 2016 - Goleh sorkh
- 2016 - Mohkoom 2
- 2016 - Donya (Remix)
- 2017 - To Hosseini
- 2018 - Yade Geryehat (Feat Mohamad)